# Jelena Guljajevová
Jelena Guljajevová, rozená Rodinová (rusky Елена Гуляева (Родинова); * 14. srpna 1967, Moskva) je bývalá ruská atletka, jejíž specializací byl skok do výšky.

## Kariéra
V roce 1991 na halovém MS v Seville skončila ještě coby reprezentantka Sovětského svazu na 6. místě. V témže roce však měla na evropském poháru pozitivní dopingový test a následně dostala dvouletý zákaz činnosti. Na MS v atletice 1993 ve Stuttgartu se podělila s Alinou Astafeiovou o čtvrté místo. V roce 1994 obsadila 5. místo na halovém ME v Paříži a výkonem 196 cm vybojovala stříbrnou medaili na evropském šampionátu v Helsinkách.
V roce 1996 reprezentovala na letních olympijských hrách v Atlantě, kde překonala napodruhé 199 cm a umístila se původně na 5. místě. Později však byla kvůli dopingu diskvalifikována Italka Antonella Bevilacqua, která skončila čtvrtá a Guljajevová se v konečném umístění posunula na její pozici. O dva roky později skončila čtvrtá na halovém ME ve Valencii a šestá na ME v atletice v Budapešti. Poslední výrazné úspěchy zaznamenala v roce 2001, kdy skončila jedenáctá na halovém MS v Lisabonu a desátá na světovém šampionátu v kanadském Edmontonu.

## Osobní rekordy
- hala – 200 cm – 27. leden 1994, Moskva
- venku – 201 cm – 23. květen 1998, Kalamata